# Kirdi
Kirdi là nhiều nền văn hóa và dân tộc người sinh sống Northwestern Cameroon và đông bắc Nigeria.
Thuật ngữ này được áp dụng cho các dân tộc khác nhau, những người chưa chuyển đổi sang Hồi giáo vào thời thuộc địa và là một kẻ lập dị, mặc dù một số nhà văn đã tái sử dụng nó. Thuật ngữ này xuất phát từ từ Kanuri cho người ngoại đạo; người Kanuri chủ yếu theo đạo Hồi.
Ước tính có bao nhiêu nhóm có thể được mô tả là Kirdi khác nhau, với ước tính từ 26 (2007) đến hơn 40 (1977).
Bata, Fali, Fata, Gemjek, Guidar, Giziga, Hurza, Kapsiki, Mada, Mafa, Massa, Matakam, Mofou, Mora, Mousgoum, Muyang, Ouldeme, Podoko, Toupouri, Vame và Zul kháng chiến với đạo Hồi. Họ nói tiếng Chadic và Adamawa.
Lần đầu tiên nhắc đến Kirdi là bởi Denham vào năm 1826 (1985: 145), người đã dịch từ Kerdies là "Những người da đen chưa bao giờ chấp nhận đức tin Mohammed".